# Los Enanitos Verdes: 20 Grandes Éxitos
20 Grandes Éxitos es el primer recopilatorio de la banda de rock argentino de Enanitos Verdes publicado por Sony Music Argentina en 1992.

## Lista de canciones
1. El extraño de pelo largo
2. La muralla verde
3. Te vi en un tren
4. Tus viejas cartas
5. Por el resto
6. Solo dame otra oportunidad
7. Simulacro de tensión
8. Solo alguien como vos
9. No me veras
10. Las luces del bar
11. Guitarras blancas
12. Sos un perdedor
13. Atrapado
14. Buscando la manera
15. Sumar tiempo no es sumar amor
16. Cada vez digo adiós
17. Como seduce el mar
18. No la dejes marchar
19. O quizás vos
20. Vamos a bailar